# Xã Christy, Quận Lawrence, Illinois
Xã Christy (tiếng Anh: Christy Township) là một xã thuộc quận Lawrence, tiểu bang Illinois, Hoa Kỳ. Năm 2010, dân số của xã này là 3.774 người.